# Vaga minaire d'Astúries de 1962
La vaga minera d'Astúries de 1962 va ser una vaga obrera que va tenir lloc a Astúries la primera de 1962 durant el règim de Francisco Franco.

## La vaga
Ja en 1957 i 1958 tenen lloc vagues al Pou María Luisa i en les mines de Carbons La Nueva. En 1962, set miners van ser acomiadats del Pou San Nicolás (Nicolasa) de Mieres (Astúries) després de reivindicar millores laborals i salarials. Va ser el punt de partida d'una vaga que va durar entre abril i juny en les Conques Mineres asturianes, estenent-se per Mieres, Llangréu, Samartín del Rei Aurelio, Gijón, etc. i més tard a d'altres 27 províncies espanyoles, arribant les seves repercussions a l'estranger. Alhora que a Astúries, també a França i Bèlgica s'estaven duent a terme conflictes miners encara que aquests eren legals en estar sota règims democràtics. En aquest moment les condicions salarials de molts miners eren molt precàries, malgrat les polítiques paternalistes de Girón de Velasco, situació denunciada fins i tot per l'Església espanyola.

## Repercussió
El Règim va respondre reprimint les famílies minaires que van participar en aquesta vaga, a més de la repressió "silenciosa" i cruenta de les forces de l'ordre de l'època, com la Guàrdia Civil. No obstant això s'atendrien a diverses peticions dels miners, negociant el secretari general del Movimiento Nacional, José Solís Ruiz, directament amb els vaguistes. Les solucions van ser publicades al BOE. A la vaga li van seguir moviments de protesta i suport a Madrid i Barcelona, així com concentracions a diverses ciutats europees i americanes, fent-se també ressò de la mateixa els diaris Le Monde, The New York Times o Il Corriere della Sera.
Pablo Picasso va immortalitzar en 1963, amb un dibuix d'un llum de mina, aquests fets. Va conjuminar esforços en la lluita democràtica contra el Règim i va suposar el suport explícit de diversos intel·lectuals, inusual fins llavors, i comú a partir d'aquest moment fins al final del franquisme.

## Filmografia
- 2002 Documental "Hay una luz en Asturias..."
- 2007 Curt "A golpe de tacón" (Lucinda Torre)
- 2012 Documental "La huelga del silencio" (Documentos TV)